# Fast & Furious Arcade
Fast & Furious Arcade es un videojuego de carreras desarrollado y publicado por Raw Thrills. Es el quinto juego arcade basado en las películas recientes de Fast & Furious. Fue lanzado el 26 de junio de 2022 para Arcade. Fue anunciado para lanzarse el 24 de octubre de 2025 para Nintendo Switch, PlayStation 5, Windows y Xbox Series X/S bajo el nombre Fast & Furious: Arcade Edition.

## Jugabilidad
El juego se centra en los objetivos de la misión en lugar de en las carreras callejeras para cada pista, ya que todos los corredores deben llegar a la meta antes de que se acabe el tiempo de la misión. Si lo logran, completan la misión. Si no lo hacen, fracasan en la misión.

## Pistas
- Colombia (Fácil) - Misión: ¡Agarra el oro!
- Abu Dhabi (Fácil) - Misión: ¡Desactivar la bomba!
- Alpes suizos (Medio) - Misión: ¡Detener el misil!
- Yellowstone (Medio) - Misión: ¡Descarrilar el tren!
- La Habana (Difícil) - Misión: ¡Destruye el drone!
- Hong Kong (Difícil) - Misión: ¡Aterriza el avión!

## Coches
- Chevrolet Corvette Z06
- Chevrolet Corvette Grand Sport '63
- Shelby GT500 KR
- Ford GT
- Ford Bronco DR
- Dodge Charger '70
- Shelby GT500 '67
- Jeep Wrangler